# Derendingen, Tübingen
Derendingen (v lokalnem narečju Däradinge) je okrožje univerzitetnega mesta Tübingena južno od središča mesta.

## Lega
Derendingen leži na južni strani reke Neckar v Tübingenu pri izlivu potoka Steinlachtals med mestnimi četrtmi Weststadt, Südstadt in Weilheim. Severna meja je Moltkestraße in zahodna Europastraße. Derendingen je sestavljen iz treh statističnih območij: Derendingen center zahodno od železniške proge Steinlachtaler, Feuerhägle z Mühlenviertlom med železniško progo in Steinlachom ter južni Gartenstadt na obeh straneh Steinlacha.

## Zgodovina
V dokumentih se mesto prvič omenja leta 1089. Različne najdbe Alemanov  iz 7. stoletja, vključno z zlatolistnim križem, kažejo na veliko zgodnejše naselje. Prva cerkev je bila datirana najpozneje v 8. stoletje z izkopom in prepoznana kot cerkev svetega Gala (Sankt-Gallus-Kirche). Ko je grof Luitold von Achalm pri ustanovitvi samostana Zwiefalten dodal polovico vasi, se je v dokumentu pojavilo ime kraja Taredingin ali Tarodingin. Preostali del naselja je pripadal pfalški občini Tübingen. Ko je grof obubožal, je svoje imetje leta 1342 prodal v Derendingen grofu iz Württemberga. 
Leta 1534 se je württemberški del opredelil za reformacijo, del vasi Zwiefaltener pa je ostal katoliški. Leta 1750 je bila posest samostana v Derendingenu prodana Württemberškim, tako da je vas politično spadala skupaj, verska delitev pa je ostala.
Kraj je znan tudi zaradi dejavnosti slovenskega reformatorja Primoža Trubarja v 16. stoletju. V Derendigenu je bil dolgo župnik in tu tudi 28. junija 1586 umrl.  Ulica se imenuje po njem. Leta 1934 je bil Derendingen priključen Tübingenu. Med drugo svetovno vojno je bil le malo poškodovan, protestantska cerkev svetega Gala pa je bila v letalskem napadu 19. oktobra 1944 hudo poškodovana. 
V Derendingenu je bilo  leta 1877 ustanovljeno severnonemško študentsko združenje Derendingia, ki je danes Tübingen Burschenschaft Derendingia in ima več kot 1000 članov iz vsega sveta. Leta 1983 je bila na Trubarjevi ulici 37 zgrajena današnja gimnazija Carla Schmida, ki se je do leta 1988 imenovala Feuerhägle-Gymnasium, upravno je bila veja mestnih gimnazij, Keplerjeve in Wildermuthove gimnazije.

## Pomembna prebivalca
- Johann Ludwig Krapf (1810–1881), nemški pietistični misijonar, odkritelj, govorec in raziskovalec;
- Primož Trubar (9. junij 1508, Rašica, 28. junij 1586, Deredingen), slovenski reformator, ki je tukaj služboval, umrl je 28. junija 1586 in je tukaj tudi pokopan.